# Alan Smithee
Alan Smithee (on rencontre aussi les formes Allen Smithee, Alan Smythee et Adam Smithee) est « né » à Hollywood en 1955 : c'est un pseudonyme utilisé aux États-Unis par les réalisateurs mécontents de leur film, généralement à la suite de différends avec la production et d'interférences au niveau du montage final. Bien qu'il apparaisse encore dans des crédits de films, ce pseudonyme n'est plus officiellement utilisé depuis 2000, essentiellement à la suite de la sortie du film An Alan Smithee Film (1997) qui a largement popularisé l'idée que les films d'Alan Smithee sont des ratés cinématographiques.

## Origine
Dans un pays où l'Oscar du meilleur film est souvent attribué à son producteur (qui a également le dernier mot sur le montage final), la DGA (Directors Guild of America, le syndicat des réalisateurs) s'est battue pendant des années pour imposer le réalisateur comme l'auteur du film. A contrario, elle n'autorise pas un réalisateur à utiliser un pseudonyme ou à demander le retrait de son nom du générique. Un réalisateur estimant que son travail a été bafoué par son producteur peut néanmoins saisir la DGA ; si sa requête est acceptée, celle-ci l'autorise à signer son film « Alan Smithee ».
Le nom apparaît pour la première fois en 1955 dans le film de télévision The Indiscret Mrs. Jarvis. Le premier film de cinéma signé Alan Smithee est Une poignée de plombs (Death of a Gunfighter) réalisé en 1967 par Don Siegel et Robert Totten : à la suite d'un différend avec l'acteur principal Richard Widmark, Totten a été remplacé par Siegel à un stade avancé de la production, si bien qu'une proportion à peu près égale de plans des deux réalisateurs figurent au montage final, et ni l'un ni l'autre ne tenait à être crédité comme seul réalisateur. La DGA a statué qu'en effet le résultat final ne reflétait la vision d'aucun des deux, et a donc proposé l'utilisation exceptionnelle d'un pseudonyme. Le pseudonyme initialement proposé était « Al Smith », mais un nom aussi commun risquait de créer des confusions par la suite, c'est pourquoi la graphie atypique Allen Smithee puis « Alan Smithee » a été préférée, car suffisamment distincte pour éviter les confusions tout en étant suffisamment passe-partout pour éviter d'attirer l'attention. Une rumeur prétend que ce nom a été choisi car étant une anagramme ironique de The Alias Men (« les hommes au nom d'emprunt »), mais il s'agit d'un hasard et cette origine est apocryphe.

« Quand j'ai refusé d'être crédité pour la réalisation du film Une poignée de plombs, de même que Bob Totten, la DGA a inventé un pseudonyme pour Totten et moi, Allen Smithee. Comme le film a été bien accueilli, j'ai dit à tous mes amis qui voulaient être réalisateurs de changer leur nom en Smithee et de revendiquer la paternité du film. Je ne sais pas si quelqu'un l'a fait. Je persiste à penser que dans certaines circonstances ils auraient pu briser la “barrière magique” et devenir réalisateurs. »

« When I refused to take directing credit for the film Death of a Gunfighter, as did Bob Totten, the Directors' Guild made up a pseudonym for Totten and myself, 'Allen Smithee'. As the picture was well received, I told my young friends who wanted to be directors to change their name to Smithee and take credit for direction of the picture. I don't know if anyone did this. I still think under certain circumstances, they might have cracked the 'magic barrier' and become directors. »
— Don Siegel, A Siegel Film, Faber and Faber, Londres, 1993, p. 320, 321.
À cause de la publicité négative générée autour de ce nom par le film An Alan Smithee Film: Burn Hollywood Burn (sorti en 1997 et cuisant échec tant critique que commercial), la DGA a cessé d'en faire usage ; pour le film Supernova (2000), le réalisateur insatisfait Walter Hill a été crédité en tant que « Thomas Lee ». Néanmoins le pseudonyme a continué à être utilisé, plus sporadiquement, en dehors du milieu cinématographique, ou pour des films sortis hors de la supervision de la DGA, ou hors des États-Unis.
Dans le même registre, la traduction du roman Code source de William Gibson est signée « Alain Smissi ».

## Filmographie

### Comme réalisateur
- 1965 : The 1965 Parade of Homes (TV)
- 1969 : Une poignée de plombs
- 1978 : The Barking Dog
- 1980 : Gypsy Angels
- 1984 : Paper Dolls ("Paper Dolls") (série TV)
- 1985 : Joan Rivers and Friends Salute Heidi Abromowitz (TV)
- 1985 : MacGyver premier épisode (S01 E01) (TV)
- 1986 : Dalton: Code of Vengeance II (TV)
- 1988 : version télévisée étendue de Dune (1984, David Lynch, ce dernier ayant renié cette version[6],[7])
- 1990 : Une trop belle cible ( Catchfire)
- 1990 : Solar Crisis
- 1991 : The Owl (TV)
- 1992 : Bay City Story (TV)
- 1994 : The Birds II: Land's End (TV)
- 1995 : Senior Trip
- 1995 : Raging Angels
- 1996 : Hellraiser 4
- 1997 : Dilemma
- 1997 : An Alan Smithee Film (An Alan Smithee Film: Burn Hollywood Burn)
- 1997 : Firehouse (TV)
- 1999 : Soul's Ark (vidéo)
- 1999 : The Coroner
- 2002 : Schulmädchen (TV)
- 2003 : Here Comes Santa Claus
- 2004 : Team Spirit (TV)
- 2004 : Alan Smithee Presents 'The Andy Griffith Show' (vidéo)
- 2005 : Street Walkers 3 (vidéo)
- 2005 : Living Better with Steve Spitz (série TV)
- 2005 : Apetito desesperado
- 2007 : Sexy Devil
- 2015 : Old 37
- 2018 : The Night Watchers

### comme scénariste
- 1989 : Dune dans sa version TV (David Lynch, réalisateur du film, a en fait utilisé le pseudonyme de « Judas Booth » pour signifier qu'il considérait que le studio l'avait trahi et avait tué le film : Judas étant le prénom de l'apôtre qui aurait trahi Jésus de Nazareth, et Booth le nom de l'assassin d'Abraham Lincoln)[8].
- 2000 : 2 G's & a Key (vidéo) : Warren
- 2000 : The Tony Blair Witch Project
- 2000 : The Frozen Inferno (vidéo)
- 2002 : An Enraged New World
- 2003 : Grønne slagtere – en virkelig god marinade, De (TV)
- 2005 : Snowed

### comme acteur
- 1989 : Panique sur le green (Blades) : Engineer
- 1993 : Flynn : Man in Black
- 1995 : Destination Vegas : Cop #3
- 2000 : Space Travelers (en) : Carl's voice (Version anglaise)
- 2000 : 2 G's & a Key : Warren
- 2007 : Eternal Sonata : Additional voices
- 2010 : Sasha : Der Gleichgültige

### comme producteur
- 1998 : Wadd: The Life and Times of John C. Holmes
- 2004 : Alan Smithee Presents 'The Andy Griffith Show' (vidéo)

### comme directeur de la photographie
- 2003 : Grønne slagtere - en virkelig god marinade, De (TV)
- 2003 : Wash Dry and Spin Out

### comme compositeur
- 1994 : Killing Mom

### comme monteur
- 1992 : Elenya

### comme assistant réalisateur
- 2019 : American Froggies Movie

## Séries télévisées
- L'épisode 58 de la saison 5 de Plus belle la vie a pour directeur artistique Alan Smithee[réf. nécessaire].
- Dans l'épisode Hippie Hip Hourra des Simpson (saison 10), on peut voir que la publicité réalisée par Monsieur Burns est signée Alan Smithee.
- Les épisodes 1 et 5 de la première saison de MacGyver ont pour réalisateur Alan Smithee.
- Le segment Gardien de l'univers de l'épisode 7 de la première saison de La Cinquième Dimension crédite Alan Smithee comme réalisateur.

## Jeux vidéo
- Le générique de fin du jeu Equinox de la Super Nintendo sorti en 1993 indique Alan Smithee comme chef de projet ; on ignore si c'est une plaisanterie de la part des développeurs ou bien son nom réel.
- Le générique de fin du jeu Winx Club : Ton Univers Magique de la Nintendo DS, sorti en 2009, indique également "Alan Smithee" comme programmeur en chef.

## Avis et critiques
En 1969 et à propos du film Death of a Gunfighter, le critique de films Roger Ebert écrit « le réalisateur Allen Smith, un nom qui ne m'est pas familier, permet à son histoire de se dérouler naturellement. Il ne fait pas la morale, et il ne s'attarde pas sur ce qui est évident » (en anglais : Director Allen Smithee, a name I'm not familiar with, allows his story to unfold naturally. He never preaches, and he never lingers on the obvious). Le DGA Magazine le qualifie de « l'inconnu le plus connu d'Hollywood » (en anglais : the most well known nobody in Hollywood).